# لویی امون
لویی امون (به فرانسوی: Louis Émond) نویسنده قرن بیستم میلادی اهل فرانسه است.